# Marilyn Cole
Pour les articles homonymes, voir Cole.
Karen Christy PJ Lansing
Liv Lindeland Cyndi Wood
Marilyn Cole (née le 7 mai 1949 à Portsmouth) est une playmate de nationalité britannique. Choisie comme « Miss Janvier 1972 » par le magazine de charme Playboy, elle a été élue « Playmate de l'Année 1973 ». 
Marilyn Cole est devenue célèbre particulièrement en étant la toute première playmate ayant posé entièrement nue et de face, pubis visible, pour son dépliant central, photographié par Alexas Urba.

## Biographie
Marilyn travaillait au port de Portsmouth pour un petit salaire lorsqu’elle postula pour un poste de Bunny au Club Playboy de Londres, récemment ouvert, sur le conseil de sa mère. Elle fut embauchée, rapidement remarquée par le directeur Victor Lownes (en) et fit des tests photographiques pour poser pour le magazine. 
On était en plein dans la période des Guerres pubiennes entre Playboy et Penthouse ; depuis plusieurs mois, les deux magazines avaient commencé à braver progressivement la censure en proposant des photos de femmes nues sur lesquelles les poils pubiens étaient visibles, non dissimulés par quelque artifice.  La playmate de Janvier 1971, Liv Lindeland devenue plus tard Playmate de l'Année 1972, s'était fait remarquer en dévoilant pour la première fois, de façon discrète, quelques poils pubiens sur son dépliant central. Karen Christy, Miss Décembre 1971, avait posé entièrement nue et de face, mais le bocal d'un poisson rouge opportunément placé laissait plus ou moins deviner la blonde pilosité de la jeune femme.
C'est après une longue hésitation que Hugh Hefner, le propriétaire du magazine, se décida à aller plus loin, et choisit de publier dès le mois suivant, la photo de Marilyn Cole, posant nue et de face, dans une bibliothèque, au coin d'une cheminée allumée, un livre qu'elle tient en main et placé à propos jetant encore une certaine ombre sur son pubis. De fait, celui-ci se fondait discrètement dans le décor général de la photo toute en camaïeux de bruns, donc sans trop défier la censure.
C'était une grande nouveauté pour Playboy dont les ventes culminèrent pendant l'année 1972 à des niveaux encore jamais atteints (plus de 7 millions d'exemplaires) et, depuis lors jamais retrouvés. Marilyn y gagna le titre de Playmate de l'Année 1973, avec le cachet correspondant et un break de chasse Volvo 1800 ES de couleur rose. 
Elle continua à travailler au Club Playboy de Londres comme Bunny jusqu'en 1974, devint responsable des relations publiques du club, fréquenta successivement Hugh Hefner, Victor Lownes, le chanteur Bryan Ferry, puis un lord anglais avant de finir par épouser Lownes en 1984 : elle avait alors 35 ans et lui 56. 
Elle reste à ce jour (juin 2015) la seule Playmate de l'Année de nationalité britannique.